# Warnau (Fluss)
Die Warnau (im Oberlauf auch Schneebach genannt) ist ein etwa 18 km langer rechter Nebenfluss der Böhme und gehört zum Flusssystem der Weser. Ihr Einzugsgebiet von rund 49 km² liegt überwiegend im Landkreis Heidekreis (Niedersachsen).

## Geographie

### Verlauf
Die Warnau entspringt im Neuenkirchener Ortsteil Behningen, fließt ab dem Visselhöveder Ortsteil Ottingen generell südwärts, passiert die Walsroder Ortsteile Ahrsen, Jarlingen, Benefeld und Cordingen und mündet südlich des Walsroders Ortsteils Borg in die Böhme. Zwischen Cordingen und Benefeld bildet sie ein reizvolles enges Waldtal mit der restaurierten Cordinger Mühle (Veranstaltungen). Flussabwärts bis zur Mündung wird ihr Wiesental einseitig von einem malerischen Steilufer mit schmalem Wanderpfad begleitet. Dieser Arno-Schmidt-Pfad trifft im Süden auf den Archäologischen Wanderpfad Bomlitz, der durch ein bronzezeitliches Hügelgräberfeld auf einer Kuppe des Erholungsgebietes Eibia-Lohheide führt und südlich der querenden Vogelpark-Straße zum auffälligen Wallsystem der altsächsischen Hünenburg im Mündungswinkel der Warnau mit der Böhme. Die Anlage wird von einer Sage mit der Gründung des nahen ältesten Heideklosters Walsrode in Verbindung gebracht.

### Wirtschaft und Verkehr
Die meist schmale Talaue wird von Wiesen, Wald und Teichwirtschaften eingenommen. Im Unterlauf ist der linke Talhang von den Siedlungen Benefelds geprägt und weiter südlich von den Wällen der inzwischen renaturierten ehemaligen Fabrikanlage der Eibia.
Dem Warnautal folgte die Bahnstrecke Walsrode–Visselhövede, die heute nördlich von Cordingen (mit der einstigen Station Jarlingen) abgebaut ist. Der Abschnitt südlich von Cordingen dient heute als Bahnstrecke Bomlitz–Walsrode dem Güterverkehr des Industrieparks Walsrode. Diese Strecke überquert die Warnau auf hoher Brücke zwischen Cordingen und Benefeld.

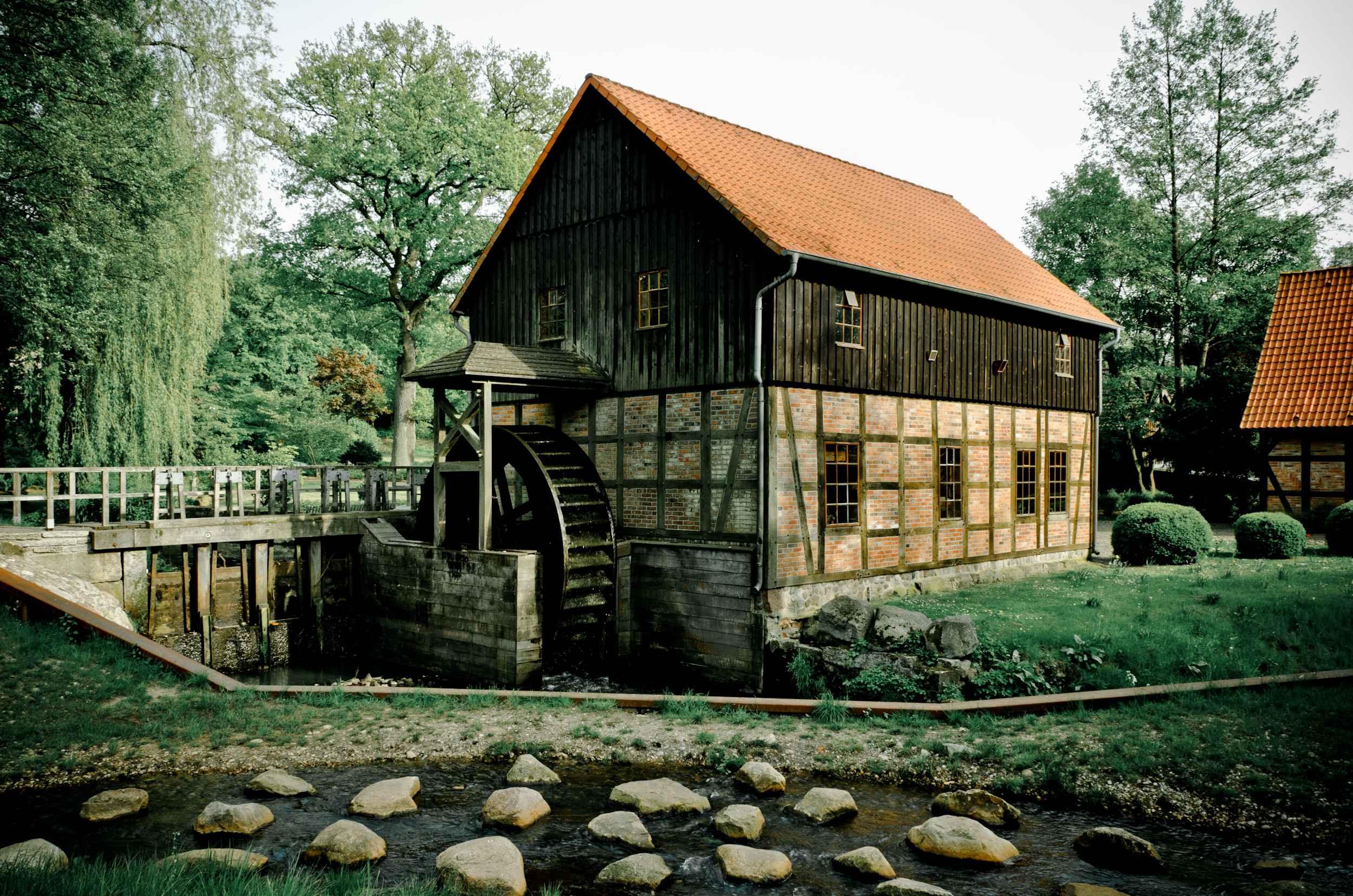
Die Cordinger Mühle an der Warnau
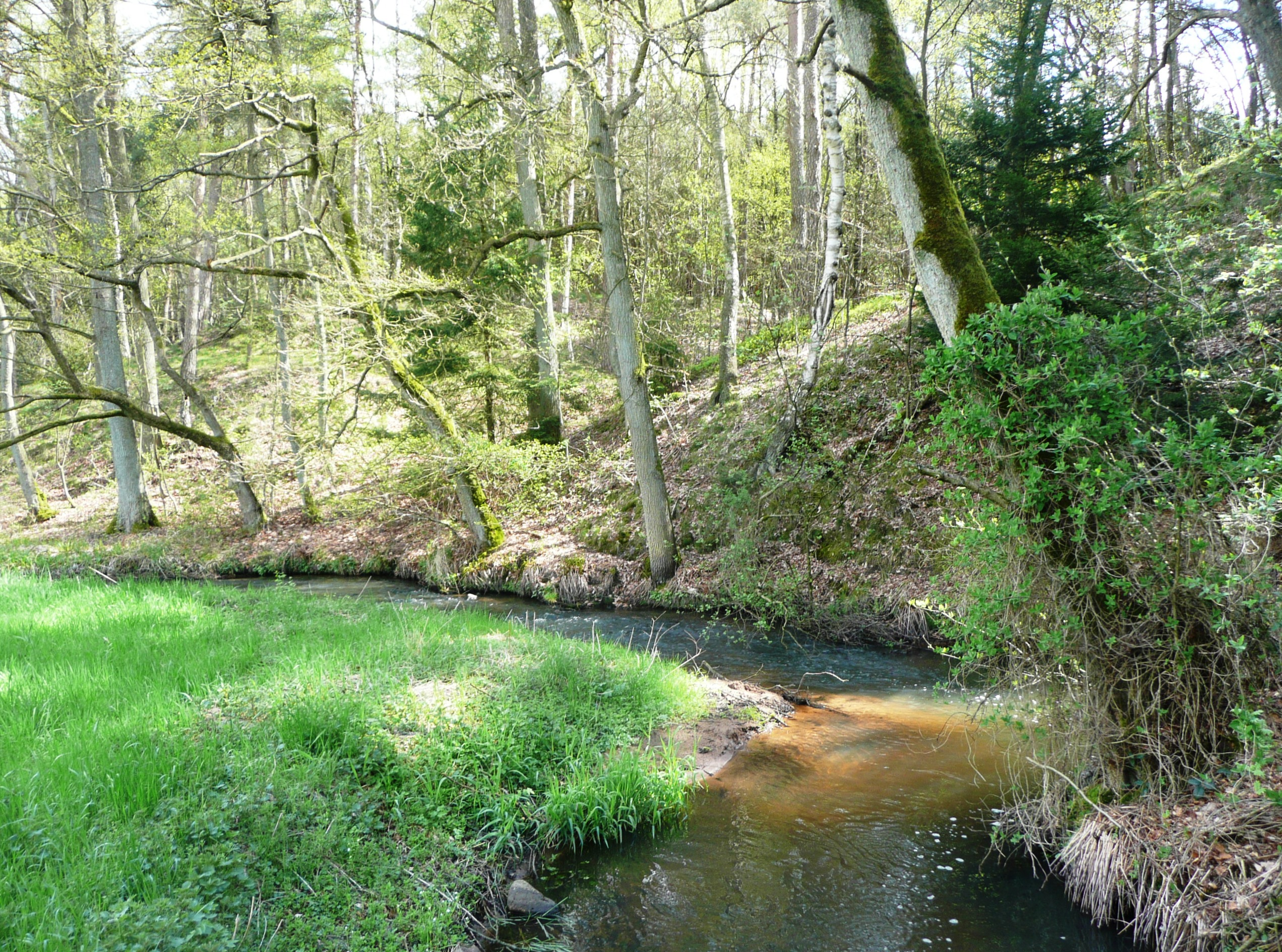
Steilufer entlang der Lohheide

## Name
In älterer etymologischer Literatur wird eine mögliche Namensurform Warinna angenommen, das mit raschem Fließen in Verbindung gebracht wird. Der Sprachwissenschaftler Albrecht Greule sieht hingegen einen Zusammenhang mit dem urindogermanischen *h2uer- mit der Bedeutung „feucht sein“.
Bei Ottingen wird die Warnau auch Schneebach genannt, was sich von der im Bach verlaufenden Grenze herleitet (plattdeutsch Sneede, einst zwischen dem Bistum Verden und dem Herzogtum Lüneburg, jetzt zwischen den Landkreisen Heidekreis und Rotenburg).

## Naturschutz
Nahezu das gesamte Warnautal steht seit 1994 unter Landschaftsschutz (LSG HK 00012).
Zur Sicherung einer möglichst naturnahen bis natürlichen Entwicklung erließ der Landkreis Heidekreis 2020 eine Verordnung unter anderem für die Böhme mit ihren Nebengewässern. Seitdem ist das Befahren der Warnau ganzjährig verboten.